# Anopterus
Classification APG III (2009)
Genre
Anopterus est un genre de 2 espèces de plantes à fleurs appartenant à la famille des Escalloniaceae. Ce sont des arbustes ou de petits arbres.
- Anopterus glandulosus Tasmanie
- Anopterus macleayanus Australie orientale